# DJ Smash
DJ Smash (in russo DJ Смэш?), pseudonimo di Andrej Leonidovič Širman (Perm', 23 maggio 1982), è un disc jockey e produttore discografico russo.

## Biografia
DJ Smash ha pubblicato il suo album in studio d'esordio, intitolato IDDQD, nel novembre 2008; il disco, che contiene la hit numero uno Moscow Never Sleeps, si è fermato al 2º posto nella classifica nazionale e ha permesso all'artista di trionfare agli MTV Russia Music Awards come miglior dance. L'LP successivo, intitolato Twenty Three, è stato susseguito dai dischi Novyj mir (2012) e Star Tracks (2014).
Begi, contenuto nel settimo disco Miu mjau (2024), ha raggiunto la 2ª posizione nella hit parade russa della Tophit e il 41º posto di quella ucraina. DJ Smash è stato premiato in due categorie in occasione dei premi annuali di RU.TV, ricevendone uno per il miglior DJ e l'altro per la miglior collaborazione con CO2.

## Discografia

### Album in studio
- 2008 – IDDQD
- 2011 – Twenty Three
- 2012 – Novyj mir
- 2014 – Star Tracks
- 2017 – Smash World
- 2019 – Viva Amnesia
- 2024 – Miu mjau

### Raccolte
- 2018 – The Best

### Singoli
- 2008 – Moscow Never Sleeps
- 2012 – Moskva (feat. Vintage)
- 2013 – Lifemission (con ChinKong)
- 2013 – Na zare! (con ChinKong e DJ Ryžov)
- 2013 – Angels (con DJ Miller feat. Anya)
- 2013 – 3 želanija (feat. Vintage)
- 2014 – Let's Scream (con Dirty Shade)
- 2014 – Don't Panic (con Avrille)
- 2015 – Future People (feat. Ridley)
- 2015 – Lovers 2 Lovers (feat. Ridley)
- 2016 – Drophead (con Bobina e Sir Adrian)
- 2016 – Tëmnye allei (con i Moja Mišel')
- 2016 – Feel the Summer
- 2018 – Touch Touch (con Mish)
- 2018 – Moja ljubov' 18
- 2018 – Ne pereživaj
- 2019 – Rasskaži
- 2019 – Nap'jus'
- 2019 – Amnezija (feat. Ljusja Čebotina)
- 2019 – Vse den'gi mira
- 2019 – Vesna u okna (feat. Ne Griškovec)
- 2020 – Begi (con Poёt)
- 2020 – Puding (feat. Ne Griškovec)
- 2021 – Novaja volna (con Morgenštern)
- 2021 – Po mozgam (feat. Poët & T-Fest)
- 2021 – Tichij gimn (con Karna.val)
- 2022 – ATML (con Poёt)
- 2022 – CO2 (con Artik & Asti)
- 2022 – Pozvoni (con Nivesta)
- 2023 – Ty so mnoj ili net (con Marina Kravec)
- 2023 – Pjatnica (con Klava Koka)
- 2023 – Snovogodnjaja (con Poët)
- 2024 – 1-2-3 (Voprosik) (con Kaya)
- 2024 – Supergeroj (con Ol'ga Serjabkina)
- 2024 – Bal moich podrug (con Soja)
- 2025 – Zakroj glaza (con Lida)